# Svetlik
Svetlik je priimek več znanih Slovencev:
- Edvard Svetlik (*1945), ekonomist, gospodarstvenik (poslovnež)
- Emil Svetlik (*1963), TV in filmski kolorist
- Ivan Svetlik (*1950), sociolog, univerzitetni profesor, rektor in politik
- Maja Svetlik, obliovalka vzorcev in izdelkov s čipkami v Čipkarski šoli Idrija
- Simon Svetlik (*1973), vizualni in večmedijski umetnik